# يلين (فلم)
يلين (أي النور) (بالفرنسية: Yeelen) فيلم دراما وفنتازيا مالي من إخراج سليمان سيسيه سنة 1987.
تم تصويره باللغتين البمبرية والفولانية، وهو مبني على أسطورة رواها شعب بامبارا. على الرغم من أن العصر غير محدد، إلا أنه من المفترض أنه تم تحديده في القرن الثالث عشر في إمبراطورية مالي، وهو عبارة عن قصة بحث بطولية تتميز بالسحر والإدراك المسبق.

## القصة
يحكي الفيلم قصة الأسطورة «نيانانكورو»، الشابّ المنتمي إلى عائلة بامبارا الذي يعمل بنصيحة أمّه، ويهرب من مواجهة أبيه «سوما» الراغب في قتله لأسباب يجهلها، فأقدم نيانانكورو على مسيرة طويلة ستمنحه سلطات سحريّة يحاول والده أن يعيقها من خلال تعقّبه له عبر أراضي بامبارا وفولاني ودوجون في غرب إفريقيا باستخدام عمود خشبي سحري.

## جوائز وتشريفات
حصل الفيلم على جائزة لجنة التحكيم في مهرجان كان السينمائي 1987. كما تم ترشيحه للسعفة الذهبية لنفس العام.
سنة 2010، تم تصنيف الفيلم في المرتبة رقم 94 في مجلة إمباير لـ«أفضل 100 فيلم في السينما العالمية».

## روابط خارجية
- مقالات تستعمل روابط فنية بلا صلة مع ويكي بيانات